# Crăciunești, Mureș
Crăciunești (în maghiară Nyárádkarácsony) este satul de reședință al comunei cu același nume din județul Mureș, Transilvania, România.

## Localizare
Localitate situată pe râul Niraj afluent al râului Mureș pe drumul județean Ungheni - Acățari.

## Istoric
Satul Crăciunești este atestat documentar în anul 1444.

## Monumente
- Biserica reformată din Crăciunești
- Biserica de lemn din Crăciunești

## Obiectiv memorial
Cimitirul eroilor români și maghiari din al Doilea Război Mondial este amplasat în curtea bisericii reformate-calvine din localitate și a fost amenajat în anul 1944. În acest cimitir sunt înhumați 39 eroi necunoscuți și 2 eroi cunoscuți, în gropi comune și morminte individuale.

## Imagini

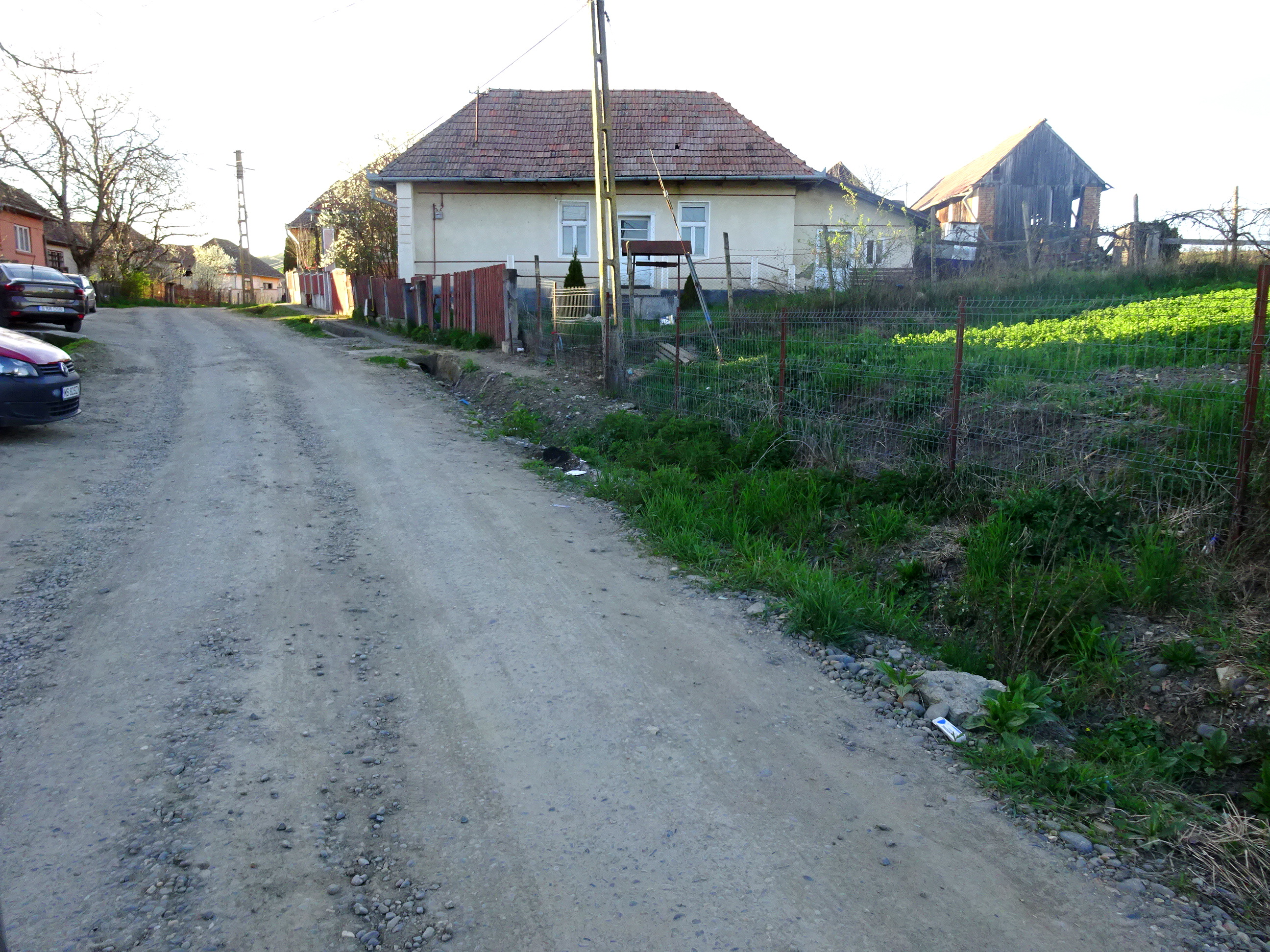
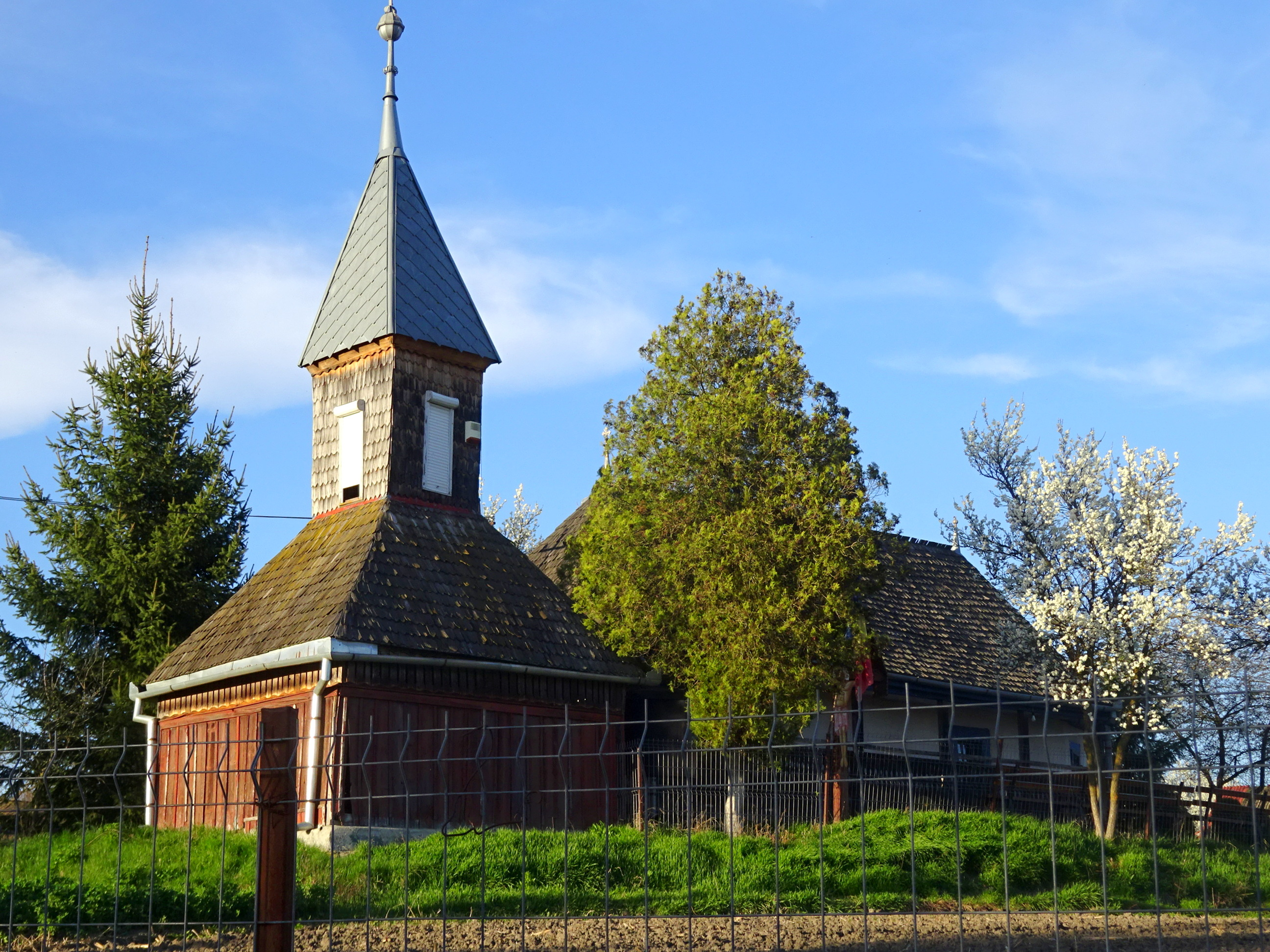
Biserica de lemn din Crăciunești (monument istoric)
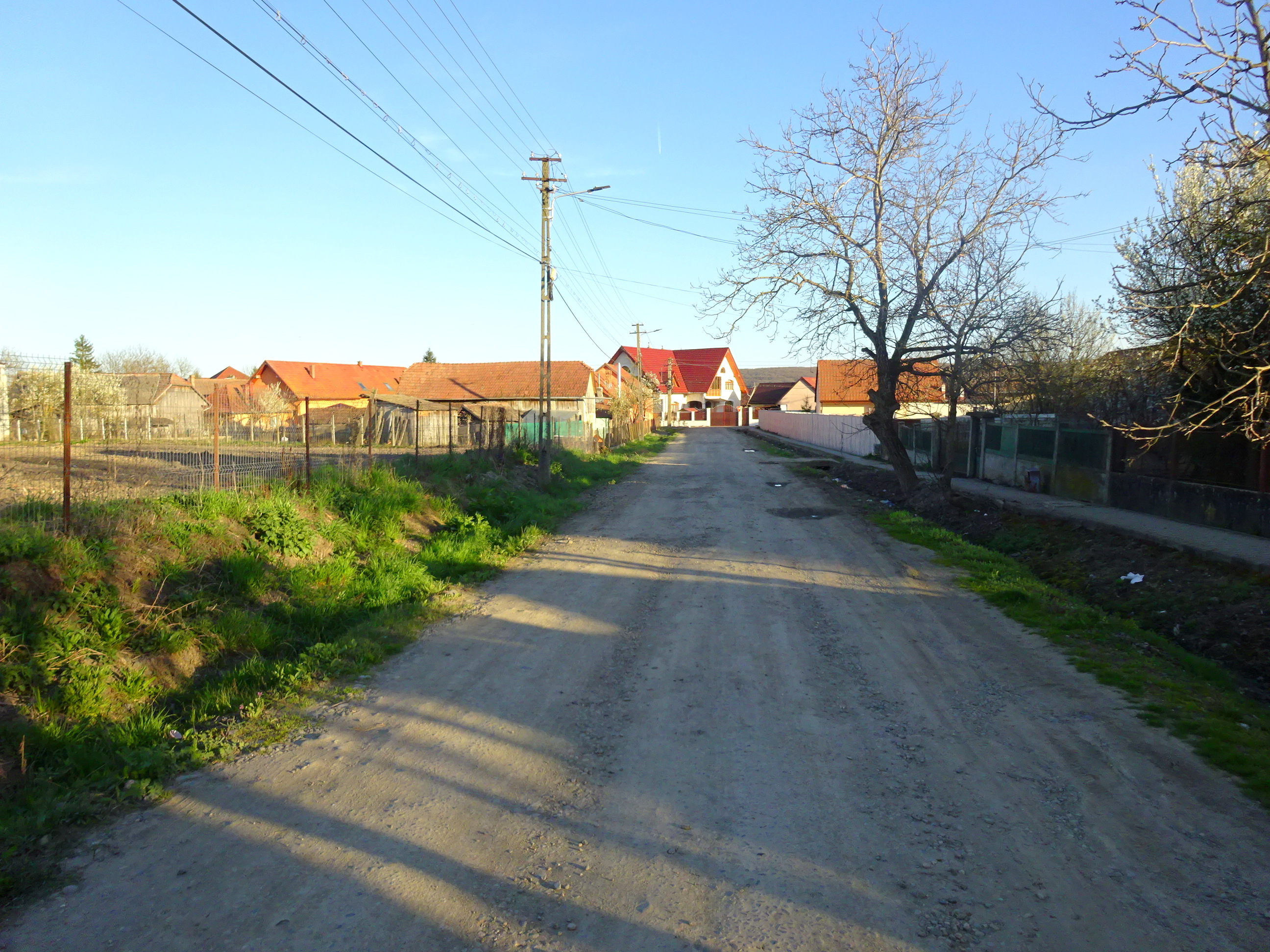
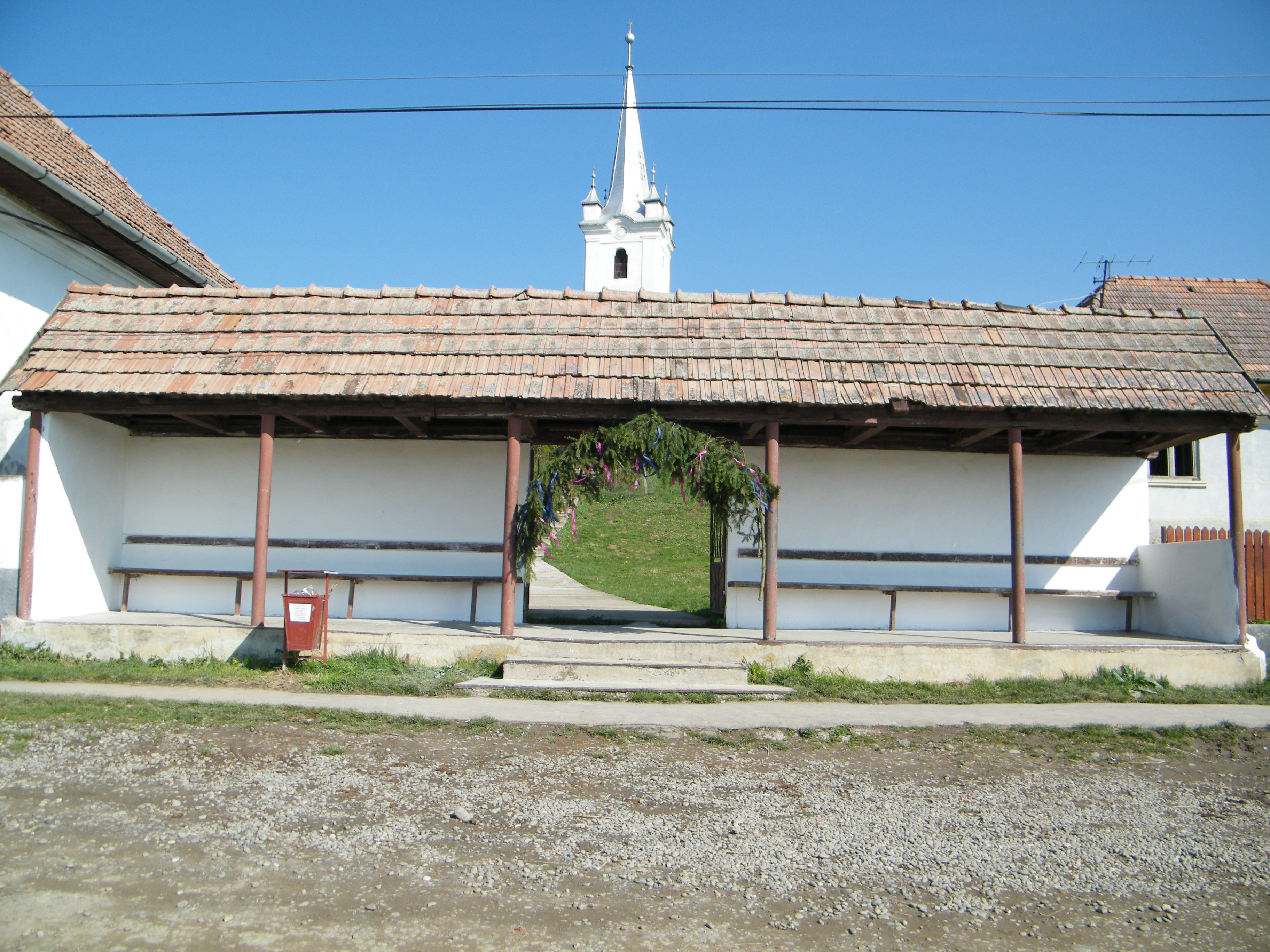
Biserica reformată din Crăciunești (monument istoric)